# Догвайл ап Кунеда
Догвайл (валл. Dogfael) — правитель Догвейлинга (445 — около 500), королевства, независимого от Гвинеда.
Догвайл родился в семье Кунеды и его жены Гваулы, дочери Койлхена, и был восьмым сыном. После смерти отца он унаследовал восточные земли Гвинеда. Государство, основанное им, стало называться Догвейлинг. Догвейлинг, как и Кередигион, был независим от Гвинеда.
Догвайл умер около 500 года, ему наследовал его сын Элнау.